# Liste der Botschafter der Vereinigten Staaten auf den Bahamas
Die Liste der Botschafter der Vereinigten Staaten auf den Bahamas bietet einen Überblick über die Leiter der US-amerikanischen diplomatischen Vertretung auf den Bahamas seit der Aufnahme diplomatischer Beziehungen bis heute.
| Name                   | Amtsbezeichnung   | Ernennungszeitpunkt | Ende der Amtszeit | Ernannt durch  |
| ---------------------- | ----------------- | ------------------- | ----------------- | -------------- |
| Moncrieff J. Spear     | Chargé d’Affaires | 10. Juli 1973       | 7. September 1973 | Richard Nixon  |
| Ronald I. Spiers       | Botschafter       | 7. September 1973   | 2. September 1974 | Richard Nixon  |
| Seymour Weiss          | Botschafter       | 11. September 1974  | 15. Dezember 1976 | Gerald Ford    |
| Jack B. Olson          | Botschafter       | 22. Dezember 1976   | 30. April 1977    | Gerald Ford    |
| William B. Schwartz    | Botschafter       | 11. Oktober 1977    | 31. Januar 1981   | Jimmy Carter   |
| Lev E. Dobriansky      | Botschafter       | 15. March 1983      | 30. August 1986   | Ronald Reagan  |
| Carol Boyd Hallett     | Botschafter       | 17. November 1986   | 10. Mai 1989      | Ronald Reagan  |
| Mayer Jacob Hecht      | Botschafter       | 23. August 1989     | 1. März 1993      | George Bush    |
| Lino Gutierrez         | Chargé d’Affaires | März 1993           | Juli 1993         | Bill Clinton   |
| John S. Ford           | Chargé d’Affaires | Juli 1993           | März 1994         | Bill Clinton   |
| Sidney Williams        | Botschafter       | 27. März 1994       | 11. Januar 1998   | Bill Clinton   |
| Arthur Louis Schechter | Botschafter       | 29. Oktober 1998    | 1. März 2001      | Bill Clinton   |
| J. Richard Blankenship | Botschafter       | 3. Dezember 2001    | 18. Juli 2003     | George W. Bush |
| Robert M. Witajewski   | Chargé d’Affaires | Juli 2003           | September 2004    | George W. Bush |
| John D. Rood           | Botschafter       | 1. September 2004   | April 2007        | George W. Bush |
| D. Brent Hardt         | Chargè d’Affaires | April 2007          | 25. Oktober 2007  | George W. Bush |
| Ned Siegel             | Botschafter       | 26. Oktober 2007    | Januar 2009       | George W. Bush |
| Timothy Zúñiga-Brown   | Chargè d’Affaires | Januar 2009         | 9. September 2009 | Barack Obama   |
| Nicole Avant           | Botschafter       | 16. Oktober 2009    | 21. November 2011 | Barack Obama   |
| John W. Dinkelman      | Chargè d’Affaires | November 2011       | 9. Juli 2014      | Barack Obama   |
| Lisa A. Johnson        | Chargè d’Affaires | 9. Juli 2014        | 9. November 2017  | Barack Obama   |
| Stephanie Bowers       | Chargè d’Affaires | 1. März 2018        | 31. Dezember 2020 | Donald Trump   |
| Usha E. Pitts          | Chargè d’Affaires | 1. Januar 2021      |                   | Joe Biden      |